# スタディオ・アンジェロ・マッシミーノ
スタディオ・アンジェロ・マッシミーノ（Stadio Angelo Massimino）は、イタリア・カターニアにある陸上競技場。カターニアFCがホームスタジアムとして使用している。収容人数は23,420人。
スタジアムの名前は、25年近くも職にあったカルチョ・カターニアの前会長・アンジェロ・マッシミーノに由来している。
2007年2月2日に行われたカルチョ・カターニア対USチッタ・ディ・パレルモのセリエAの試合でサポーターの暴動により、警官一人が死亡し、カルチョ・カターニアは2007年6月30日までこのスタジアムの使用を禁止された（詳細はカターニアのサッカー暴動を参照）。
2006年から2011年まで、森本貴幸がカルチョ・カターニアに所属してこのスタジアムでプレーしていた。